# Andrea Tidona
Andrea Tidona (né à Modica le 30 novembre 1951) est un acteur de télévision et de cinéma, ainsi que de doublage italien. 

## Biographie
Il se forme à l’Accademia dei Filodrammatici de Milan. Il participe à La vie est belle (1997), Nos meilleures années (2003), par lequel il remporte le Ruban d'argent du meilleur acteur en 2004. Il participe à plusieurs productions sur la mafia : Paolo Borsellino (it), Corleone.

## Filmographie

### Cinéma
- 1994 : Siete mil días juntos, de Fernando Fernán Gómez
- 1996 : Forza Roma, d’Ivan Orano : professeur Magli[1]
- 1997 : La vie est belle, de Roberto Benigni : portier du Grand Hôtel[1]
- 1997 : L'amico di Wang, de Carl Haber : le barman[1]
- 1997 : Cuori perduti (it), de Teresio Spalla : Riccardo Ronza[1]
- 2000 : Film, de Laura Belli
- 2000 : Les Cent Pas, de Marco Tullio Giordana : Stefano Venuti[1]
- 2003 : Nos meilleures années, de Marco Tullio Giordana : Angelo Carati[1]
- 2005 : Une fois que tu es né, de Marco Tullio Giordana : Padre Celso[1]
- 2005 : Vado a messa, de Ginevra Elkann (court-métrage) : Giorgio[1]
- 2006 : Le Caïman, de Nanni Moretti : directeur de banque[1]
- 2006 : In ascolto, de Giacomo Martelli
- 2006 : Ma l'amore... sì! (it), de Tonino Zangardi et Marco Costa : Alfredo Jorio [1]
- 2007 : Il 7 e l'8 (it), de Valentino Picone, Salvatore Ficarra et Giambattista Avellino : colonel la Blasca[1]
- 2008 : Il pacco, de Desideria Rayner - court-métrage
- 2011 : L'industriale, de Giuliano Montaldo : Barbera
- 2014 : L'Affaire Jessica Fuller, de Michael Winterbottom : Alberto Baldini[1]
- 2014 : Italo Barocco, d’Alessia Scarso
- 2020 : Il delitto Mattarella, d’Aurelio Grimaldi : inspecteur Mignosi[1]
- 2020 : Il teorema della felicità, de Luca Fortino

### Télévision
- 1988 : Una casa a Roma, de Bruno Cortini (téléfilm)
- 1990 : Un bambino in fuga (it), de Mario Caiano (mini-série)
- 1993 : La scalata (it), de Vittorio Sindoni (mini-série)
- 1993 : Amico mio (en), série télévisée, épisode 102 : directeur de banque[1]
- 1996 - 2003 : Il maresciallo Rocca (it) - épisodes 1x08 et 4x04 (série télévisée) : Sanpietro / directeur de prison[1]
- 1998 : La Mafia - Saison 9 (La piovra 9 - Il patto), de Giacomo Battiato
- 1998 : Un posto al sole (soap opera) (1998)
- 1999 : Falcone contre Cosa Nostra (it), de Ricky Tognazzi (téléfilm) : maire[1]
- 2000 : Padre Pio (it), de Carlo Carlei : médecin
- 2000 : Le ali della vita (it), de Stefano Reali (téléfilm) : Pietro, père d'Elena[1]
- 2002 : Stiamo bene insieme (it), de Elisabetta Lodoli et Vittorio Sindoni (mini-série) : père de Beniamino[1]
- 2002 : Commissaire Montalbano - saison 4, épisode Le Sens du toucher - (série télévisée) : Mario Di Stefano
- 2004 : Paolo Borsellino (it), de Gianluca Maria Tavarelli (mini-série) : Rocco Chinnici[1]
- 2005 : Il capitano - série TV, épisode 1x06
- 2005 : De Gasperi, l'uomo della speranza, de Liliana Cavani (téléfilm)
- 2005 : L'uomo sbagliato (it), de Stefano Reali (mini-série) : Antonio Baroni[1]
- 2005 : Carabinieri - Sotto copertura, de Raffaele Mertes (mini-série)
- 2005 : L'uomo che sognava con le aquile, de Vittorio Sindoni (téléfilm)
- 2006 - 2008 : Butta la luna, de Vittorio Sindoni (série télévisée)
- 2007 : Eravamo solo mille, de Stefano Reali (téléfilm)
- 2007 : Nassiryia - Per non dimenticare, de Michele Soavi (téléfilm)
- 2007 : Corleone, de Enzo Monteleone et Alexis Sweet - (mini-série) : juge Falcone[1]
- 2008 : Il coraggio di Angela - (téléfilm)
- 2008 : Don Zeno - L'uomo di Nomadelfia (téléfilm)
- 2009 : La nuova squadra (série télévisée)
- 2009 : Una sera d'ottobre, de Vittorio Sindoni (téléfilm)
- 2010 : Sotto il cielo di Roma, de Christian Duguay (téléfilm)
- 2011 : Il generale Della Rovere, de Carlo Carlei (mini-série)
- 2012 - : Montalbano, les premières enquêtes, d’Andrea Camilleri (série télévisée) : Carmine Fazio
- 2012 : Paolo Borsellino - I 57 giorni, d’Alberto Negrin (mini-série)
- 2012 : Le mille e una notte - Aladino e Sherazade, de Marco Pontecorvo (mini-série)
- 2014 : I segreti di Borgo Larici, d’Alessandro Capone (mini-série)
- 2014 : Non è mai troppo tardi (mini-série)
- 2014 - 2016 : Les Bracelets rouges (série télévisée)
- 2014 : Il giudice meschino, de Carlo Carlei (téléfilm)
- 2014 : Le mani dentro la città, d’Alessandro Angelini (série télévisée)
- 2015 : Ragion di Stato, de Marco Pontecorvo (mini-série)
- 2016 : Les Médicis : Maîtres de Florence (série télévisée), Saison 1, épisodes 1 et 2 : pape Martin V
- 2017 : Squadra mobile - Operazione Mafia Capitale, d’Alexis Sweet (série télévisée)
- 2021 : Chiara Lubich - L'amore vince tutto, de Giacomo Campiotti (téléfilm) : Mgr Carlo De Ferrari, évêque
- 2021 : Sorelle per sempre, d’Andrea Porporati (téléfilm)

### Théâtre
- A maggio finirà, mise en scène de lui-même (2010-2011)

## Doublage en italien
- John Callen dans Le Hobbit : Un voyage inattendu, Le Hobbit : La Désolation de Smaug et Le Hobbit : La Bataille des Cinq Armées
- Joe Lacey et Andrew Readman dans Les 101 Dalmatiens
- Jérôme Anger dans Les Rois maudits
- John Malkovich dans Le Clan des gangsters
- Christopher Walken dans Jersey Boys
- Anupam Kher dans Happiness Therapy
- Noah Taylor dans Peaky Blinders
- Kevork Malikyan in Exodus: Gods and Kings

## Crédit d'auteurs
- (it) Cet article est partiellement ou en totalité issu de l’article de Wikipédia en italien intitulé « Andrea Tidona » (voir la liste des auteurs).